# Sonja Ziemann
Sonja Ziemann, född 8 februari 1926 i Eichwalde, död 17 februari 2020 i München, var en tysk skådespelare. Ziemann började filma på 1940-talet, och blev populär filmstjärna i Tyskland under 1950-talet då hon i flera "Heimatfilmer" spelade tillsammans med Rudolf Prack. Till hennes populäraste filmer hörde Schwarzwaldmädel från 1950, för vilken hon tilldelades Bambipriset.
1984 tilldelades hon tyska filmpriset Filmband in Gold.

## Filmografi, urval
- 1948 – Livet tillhör oss
- 1950 – Schwarzwaldmädel
- 1951 – Kärlek efter noter
- 1956 – Operabalen
- 1961 – Hemliga vägar
- 1962 – Axel Munthe – Der Arzt von San Michele
- 1969 – Bron vid Remagen